# Scutellista hispanica
Scutellista hispanica är en stekelart som först beskrevs av Masi 1931.  Scutellista hispanica ingår i släktet Scutellista och familjen puppglanssteklar. Inga underarter finns listade i Catalogue of Life.